# Pandemia de COVID-19 na Albânia

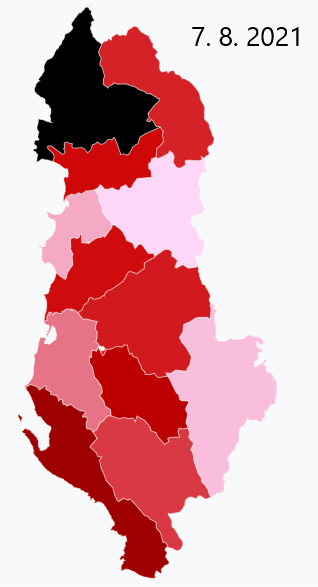
Casos por condados da Albânia por 100 000 habitantes em 12 de dezembro de 2020

Este artigo documenta os impactos da Pandemia de COVID-19 na Albânia e pode não incluir todas as principais respostas e medidas contemporâneas.

## Cronologia
Em 8 de março de 2020, a Albânia confirmou seus dois primeiros casos de Coronavírus, pai e filho, dos quais o filho havia viajado de Florença, Itália.
Em 9 de março, o Ministério da Saúde e Proteção Social declarou que um total de 65 pessoas haviam sido testadas para a COVID-19, 2 das quais eram positivas.
Em 10 de março, 114 pessoas foram testadas para a COVID-19, 10 das quais eram positivas. Desses, 6 novos casos foram contatos próximos dos 2 primeiros, enquanto os outros 2 novos casos não tiveram conexão. Um desses casos também foi da cidade de Durrës.
Em 10 de março, o presidente Ilir Meta pediu que médicos albaneses aposentados voltassem a entrar no mercado de trabalho.
Em 10 de março, descobriu-se que uma mulher de Maryland havia contraído um novo coronavírus depois de visitar a Albânia, além de passar um tempo em um aeroporto turco.
Em 11 de março, um total de 241 pessoas foram testadas, 15 das quais foram positivas. 12 casos foram contatos próximos do primeiro caso, enquanto os outros dois eram de Tirana e Lushnjë. A primeira morte também foi relatada, uma mulher idosa em Durrës.
Em 12 de março, a vice-ministra da Saúde e Proteção Social Mira Rakacolli afirmou que, nas últimas 24 horas, 145 pessoas haviam sido testadas para a COVID-19, num total de 298 testes realizados. Desses, 23 casos apresentaram resultado positivo para a doença, 18 dos quais eram assintomáticos e em auto-isolamento e 5 foram hospitalizados. Todos os casos foram declarados como tendo histórico de viagens à Itália ou em contato com alguém que teve. No total, 134 pessoas estavam em quarentena.
Em 15 de março, 42 casos foram confirmados, 17 pessoas estão hospitalizadas, sendo três delas sob intensa supervisão hospitalar.
Em 16 de março, 51 casos foram confirmados, 23 pessoas estão hospitalizadas, sendo três delas sob intensa supervisão hospitalar.
Em 17 de março, 55 casos foram confirmados, 25 pessoas estão hospitalizadas, sendo três delas sob intensa supervisão hospitalar. Nas últimas 24 horas foram testadas 42 pessoas, das quais quatro resultaram positivas, elevando o número de 51 para 55.

## Medidas
Em 25 de fevereiro, Skender Brataj, chefe do Centro Nacional de Emergência Médica (NMEC), anunciou protocolos no caso de COVID-19 se espalhar para a Albânia, explicando que os cidadãos que suspeitam ter contraído o vírus devem ligar para o número de emergência nacional 127 designado. Ele instruiu todos os cidadãos albaneses que chegassem da China, Singapura, Irã, Coreia do Sul ou Itália a ligar para o mesmo número, para que um grupo médico com roupas de proteção possa acompanhá-los a um hospital de infecções para exames, com todas as amostras enviadas para O Instituto de Saúde Pública. No mesmo dia, o Departamento de Saúde e Proteção Social se reuniu com o Comitê de Peritos Técnicos e decidiu aumentar seu orçamento hospitalar em US$ 1 milhão, para aumentar o estoque de equipamentos de proteção individual. Brataj também anunciou a formação de uma força-tarefa, afirmando que o COVI-19 ainda não havia chegado à Albânia. Ele especificou que os cidadãos provenientes das áreas afetadas serão monitorados por 14 dias e tratados como casos suspeitos e tratados com vitaminas.

### Após a chegada da COVID-19
Em 8 de março o governo interrompeu todos os voos e balsas com áreas em quarentena do norte da Itália até 3 de abril,
 interrompeu todas as escolas por duas semanas, ordenou o cancelamento de todas as grandes reuniões públicas e pediu às federações esportivas que cancelassem partidas programadas. O ministro da saúde da Albânia, Olgeta Manastirliu, anunciou que qualquer pessoa que entrar na Albânia de áreas em quarentena da Itália terá que se auto-isolar ou sofrer punição se não o fizer.

### Início do bloqueio
Em 10 de março, todos os cidadãos foram alertados no dia 10 da nova política de bloqueio por texto de Rama, que disse que a política era lamentável, mas necessária, com o texto também dizendo a eles para estarem seguros, lavarem as mãos e evitarem notícias falsas. anunciando uma proibição de veículos. O uso de carros particulares e veículos de transporte interurbano foi proibido em Tirana e Durres, e todo o transporte público e privado foi proibido em Shkodra, Lezha, Elbasani, Lushnja, Fieri e Vlora, sendo os únicos veículos ambulâncias e veículos para a entrega de itens essenciais. Bônus de 1000 euros foram adicionados aos salários da equipe médica e um bônus de 500 euros ao salário dos trabalhadores médicos. A desinfecção de todos os locais públicos também estava em andamento. Os aposentados receberiam suas pensões em casa sem nenhum custo. Bares, restaurantes, academias, discotecas e locais com música ao vivo foram todos obrigados a fechar.
O primeiro-ministro Edi Rama também anunciou uma expansão das áreas das quais as chegadas devem se auto-isolar, para incluir recentemente toda a Itália e toda a Grécia, e ordenou que a polícia patrulhasse as ruas, detivesse violadores e penalizasse com uma multa de 5000 euros. O exército e a polícia se mobilizaram para patrulhar as ruas e procurar cidadãos com ordens de auto-isolamento que pudessem estar violando-os.
Gjergj Erebara, da Balkan Insight, observou que grande parte da equipe médica albanesa havia emigrado para a Alemanha nos últimos anos, deixando os hospitais albaneses com uma escassez aguda, já tendo uma taxa bastante baixa de médicos por habitante.
Na noite do dia 11, veículos da polícia tocaram mensagens em alto-falantes dizendo aos cidadãos para voltarem para dentro.
A Comunidade Muçulmana anunciou no dia 11 que todos os sermões, orações e outras atividades em jumas e mesquitas foram canceladas e disse a todos os que se colocassem em quarentena e observassem as orações em casa em particular, e seguissem e observassem rigorosamente as recomendações da Organização Mundial de Saúde.
No dia 12, 500 pessoas foram acusadas de violar a proibição de viajar.

### "Guerra" contra COVID-19
Em 12 de março, Rama declarou "guerra" à COVID-19. Uma série de novas medidas foi anunciada, incluindo um toque de recolher de 72 horas durante o qual apenas o transporte de necessidades básicas, como alimentos e medicamentos, seria permitido, um feriado de empréstimo de três meses e o fechamento forçado de fábricas de vestuário e call centers (que são dependentes no mercado italiano). A polícia e o exército se mobilizaram e montaram um total de 70 postos de controle naquele dia, espalhados por todo o país para garantir que as pessoas cumpram os requisitos de auto-quarentena. Nos pontos de verificação, os nomes são verificados em um banco de dados de quem está na Itália ou na Grécia desde 27 de fevereiro. A polícia de algumas partes do país, incluindo Fier, começou a parar carros com placas estrangeiras. Fier começou a forçar o fechamento da maioria dos bares e cafés, enquanto Tirana e Durresi suspenderam indefinidamente todo o transporte público e fecharam todos os cafés, bares, restaurantes, bem como academias e escritórios do governo com balcões públicos. Todos os bancos foram fechados dos dias 12 a 16, mas os caixas eletrônicos continuaram abertos.
A Igreja Ortodoxa Autocefálica da Albânia anunciou no dia 12 a suspensão de todos os cultos até 3 de abril, exceto a Divina Liturgia no domingo, na qual incentivava os seguidores a virem para "curar", mas manter distância um do outro; a Igreja também incentivou os fiéis a observar rituais em casa, com os serviços de transmissão da estação de rádio "Ngjallja" ("Ressurreição"), embora as igrejas permaneçam para servir aqueles que desejam realizar orações pessoais, mantendo distância de outros. A Igreja Católica suspendeu todas as atividades diocesanas e paroquiais, todas as celebrações litúrgicas, incluindo a Santa Missa, todos os catecismos, todos os cursos educacionais em centros comunitários e todas as outras atividades paroquiais e diocesanas. As igrejas permaneceram abertas para confissões pessoais feitas à distância, bem como orações pessoais à distância de outras pessoas, enquanto observavam as recomendações das autoridades. A Igreja Evangélica Albanesa também transmitiu serviços online. O Kryegjyshata Global de Bektashi suspendeu todas as atividades religiosas em seus tekkes no dia 12 também.
Desde 13 de março, a Albânia implementou um endurecimento de seu bloqueio nas principais cidades do país, incluindo Tirana, no fim de semana até domingo à meia-noite. As estradas que conectam as principais cidades também estão fechadas. Os estrangeiros que precisam ir ao aeroporto devem receber permissão por escrito da polícia para usar as estradas. Todas as instalações públicas do aeroporto estão fechadas, incluindo restaurantes e bares. As viagens marítimas da Grécia e da Itália eram proibidas, exceto para navios de carga.
Em 15 de março, a Albânia fechou todas as suas fronteiras terrestres até novo aviso, proibindo todas as viagens de Montenegro, Kosovo, Macedônia do Norte e Grécia. Instituições educacionais receberam ordens para se prepararem para mover online as instruções do ensino fundamental e médio. Todas as operações físicas do governo, exceto as atividades essenciais, foram encerradas e os funcionários públicos foram ordenados a permanecer no ar, mas os serviços on-line continuaram. Todos os museus, cinemas, teatros e parques públicos foram fechados indefinidamente. O governo albanês começou a organizar um voo charter para extrair cidadãos albaneses restantes na Itália; todas as viagens aéreas para a Itália e a Grécia foram suspensas indefinidamente. A partir do dia 15, além da proibição de veículos particulares, a proibição de transporte público foi estendida às estradas de Shkodra-Lezha, Elbasani-Korça, Lushnja-Fieri e Fieri-Vlora.
Em 16 de março, a Albânia suspendeu indefinidamente todo o tráfego aéreo de e para o Reino Unido.
Em 16 de março, outra ampla "legislação de emergência" foi adotada, especificando várias multas por violações do protocolo, para entrar em vigor imediatamente. Reuniões sociais, culturais e políticas, em espaços fechados ou ao ar livre, foram proibidas, e os infratores poderiam ser multados em até 5 milhões de lek (ou 40.000 euros). As estações de televisão foram proibidas de ter mais de duas pessoas na mesma sala para um programa de entrevistas, sob pena de uma multa de 1 milhão de lek (8300 euros). Os hospitais privados que se recusarem a oferecer capacidades seriam multados em até 5 milhões de lek (40000 euros). Qualquer comércio de alimentos ou medicamentos que não cumprisse os regulamentos de segurança do governo especificados para combater infecções arriscaria uma multa de até 10 milhões de lek (83.000 euros). A legislação, chamada "ato normativo", é uma lei de emergência que entra em vigor sem a aprovação prévia do parlamento. Além disso, foi imposto um toque de recolher nacional: todos os dias, todos os cidadãos eram obrigados a retornar para ficar em suas casas a partir das 18:00, assim como a proibição de sentar em locais públicos. Os que forem violados serão multados.